# Système des universités d'État du Texas
Le Système des universités d'État du Texas (en anglais Texas State University System) est un système d'universités qui rassemble 7 établissements texans. Depuis sa création en 1911, les universités membres ont élargi leurs objectifs, et de nouveaux membres ont intégré le groupe.

## Institutions membres
- Université Lamar
- Institut de technologie Lamar
- Lamar State College-Orange
- Lamar State College-Port Arthur
- Université d'État du Texas (anciennement Southwest Texas State University)
- Université d'État Sam Houston
- Université d'État Sul Ross

## Fusion de l'UT Tyler et de l'UTHSC Tyler[1]
En décembre 2019, le conseil d'administration du système UT a convenu à l'unanimité de fusionner le Centre des sciences de la santé de l'Université du Texas à Tyler (UTHSCT) sous l'Université du Texas à Tyler (UTT), créant ainsi une institution unifiée unique. Deux mois plus tard, le système UT a officiellement annoncé son intention d'établir une nouvelle faculté de médecine qui sera ajoutée sous la nouvelle administration UT Tyler unifiée. Ce sera la première école de médecine de la région de l' Est du Texas .
Le 8 décembre 2020, la Southern Association of Colleges and Schools Commission on Schools a approuvé un plan de fusion de l'UT Tyler et de l'UTHSCT. L'UTHSCT conservera son statut d'établissement de santé mais relèvera désormais de l'administration de l'UT Tyler. Le conseil d'administration du système UT s'est réuni fin décembre 2020 et s'est prononcé sur la mise en œuvre de la fusion qui a débuté le 1er janvier 2021.
Le 4 janvier 2021, le conseil d'administration a installé le Dr Kirk A. Calhoun, MD, en tant que président des nouveaux UT Tyler et UTHSCT. Depuis le 4 janvier, ces deux institutions ne font officiellement qu'une. Le 15 janvier 2021, l'institution a nommé publiquement la nouvelle ligne de direction exécutive de l'institution fusionnée.
La faculté de médecine devrait ouvrir ses portes en 2023.